# Savyon Liebrecht

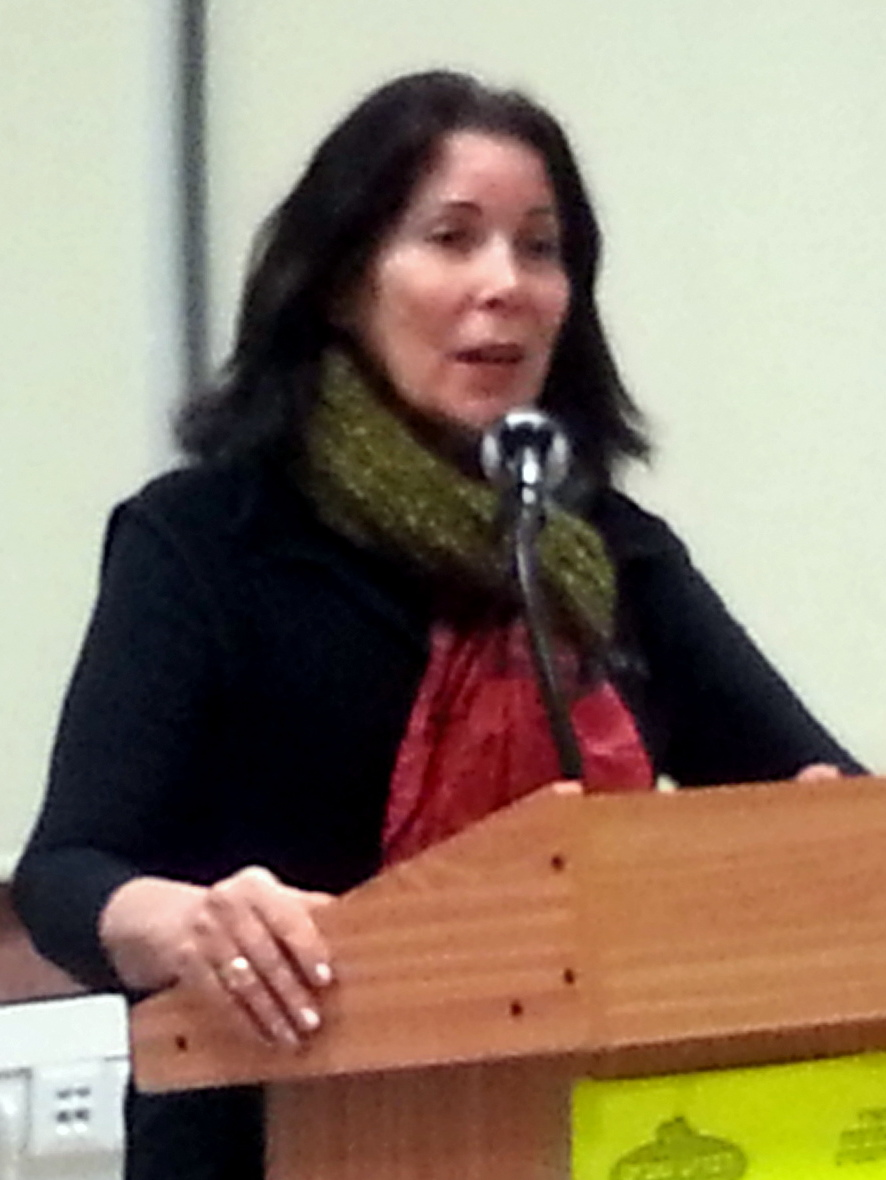
Savyon Liebrecht (2016)

Savyon Liebrecht (hebräisch סביון ליברכט, geboren als Sabine Sosnowski 13. Januar 1948  in München) ist eine israelische Schriftstellerin.

## Leben
Sabine Sosnowski wurde als Tochter polnisch-jüdischer Eltern geboren, die den Holocaust überlebt hatten. Sie wuchs in Israel auf und studierte Philosophie und Literaturwissenschaft in Tel Aviv. Während ihres Militärdienstes begann sie ihre literarische Tätigkeit. Sie schrieb Theaterstücke, Fernsehscripts, Romane und Erzählungen, die auch auf Deutsch erschienen sind.

„Ich hatte weder Großeltern noch Tanten, noch Cousins. Aber bei uns wurde getan, als sei das normal, erzählt Savyon Liebrecht. Bis heute weiß sie nicht, wie viele ihrer Verwandten in KZs umgebracht wurden, weil ihre Eltern schwiegen.“

2007 wurde ihr Theaterstück die banalität der liebe über Hannah Arendt und Martin Heidegger in der deutschen Übersetzung in Bonn uraufgeführt, noch vor der Uraufführung in Tel Aviv: ein politisches und moralisches Liebesstück. Die israelische Komponistin Ella Milch-Sheriff vertonte die banalität der liebe, die Oper feierte im Januar 2018 Uraufführung am Theater Regensburg.
Im Jahre 1987 erhielt Liebrecht in Israel den Alterman- Preis, 2002 den Amelia-Rosselli-Preis der Stadt Rom. In Israel war sie zweimal Dramatikerin des Jahres.

## Werke
- Äpfel aus der Wüste: Erzählungen, Aus dem Hebr. von Stefan Siebers, Mannheim: Persona Verlag, 1992
- Die fremden Frauen Roman, Aus dem Hebr. von Vera Loos und Naomi Nir-Bleimling, München: Dt. Taschenbuch-Verl., 2002
- Ein Mann und eine Frau und ein Mann, Roman. Aus dem Hebr. von Stefan Siebers, München: Dt. Taschenbuch-Verl., 2002
- Ein guter Platz für die Nacht, sieben Erzählungen. Aus dem Hebr. von Vera Loos und Naomi Nir-Bleimling, München: Dt. Taschenbuch-Verl., 2005
- Die Frauen meines Vaters. Aus dem Hebr. von Vera Loos und Naomi Nir-Bleimling, München: Dt. Taschenbuch-Verl., 2008

### Deutschsprachige Erstaufführungen der Stücke
- Sieh mich an und sprich, Stadttheater Bern 2006
- Sonia Mushkat, Schauspiel Bonn 2007
- Spreche ich Chinesisch?, Theater Kiel 2007
- die banalität der liebe, Schauspiel Bonn 2007